# Partido de la Reforma Progresista
El Partido de la Reforma Progresista (en neerlandés: Vooruitstrevende Hervormingspartij, VHP) es un partido político surinamés. Fue fundado originalmente en enero de 1949 bajo el nombre de Partido Hindustani Unido (en neerlandés: Verenigde Hindoestaanse Partij) y el liderazgo de Jagernath Lachmon, como una fusión de tres partidos para representar a la comunidad indosurinamesa. El partido ocupa una posición política en el centro, abogando por una combinación de políticas socialdemócratas y socioliberales bajo la filosofía de la tercera vía.
Chan Santokhi es el presidente del partido desde el 3 de julio de 2011. Bajo su liderazgo el partido ha tratado de alejarse de su pasado de representar solo a uno de los grupos étnicos del país. El anterior presidente Ram Sardjoe tiene el título de presidente honorario. 
Históricamente el VHP ha formado parte de coaliciones políticas como el Frente Nuevo y V7. El partido ha formado parte de siete coaliciones gubernamentales, en los períodos de: 1958-1963 (5 años), 1963-1967 (4 años), 1969-1973 (4 años), 1987-1991 (4 años), 1991-1996 (5 años), 2000-2005 (5 años) y 2005-2010 (5 años); Un total de 32 años. El expresidente Ramsewak Shankar es miembro del VHP.
En las elecciones parlamentarias de Surinam de 2020 obtuvieron 20 de los 51 escaños, lo que les permitió formar un gobierno de coalición en minoría presidido por Chan Santokhi después de 10 años de mandato del NDP. En el gabinete de Santokhi, el partido además ocupa siete puestos ministeriales.

## Resultados electorales
|  | 23.03 % |

|  | 37.23 % |

|  | 39.26 % |

|  | 44.12 % |

|  | 85.50 % |

|  | 54.29 % |

|  | 41.80 % |

|  | 47.50 % |

|  | 41.20 % |

|  | 31.65 % |

|  | 37.29 % |

|  | 39.45 % |

a Dentro del Frente para la Democracia y el Desarrollo.
b Dentro de V7.

## Presidentes del VHP
- Jagernath Lachmon (1949-2001)
- Ram Sardjoe (2001-2011)
- Chan Santokhi (2011-)